# Caroline Ryan
Caroline Ryan (Thomastown, Comtat de Kildare, 10 d'octubre de 1979) és una ciclista irlandesa. Combina la pista amb la carretera.
També ha practicat el rem arribant a guanyar la Henley Royal Regatta.

## Palmarès en pista
- 2011
  -  Campiona d'Irlanda en 500 m.
  -  Campiona d'Irlanda en Persecució
- 2013
  -  Campiona d'Irlanda en Persecució
  -  Campiona d'Irlanda en Scratch

## Palmarès en ruta
- 2011
  -  Campiona d'Irlanda en contrarellotge
- 2013
  -  Campiona d'Irlanda en contrarellotge
- 2014
  -  Campiona d'Irlanda en contrarellotge